# Keniaans voetbalelftal (mannen)
Het Keniaans voetbalelftal is een team van voetballers dat Kenia vertegenwoordigt bij internationale wedstrijden zoals CECAFA Cup en de (kwalificatie)wedstrijden voor het WK en de Afrika Cup.
De Kenya Football Federation werd in 1960 opgericht en is aangesloten bij de CECAFA, de CAF en de FIFA (sinds 1960). Het Keniaans voetbalelftal behaalde in december 2008 met de 68e plaats de hoogste positie op de FIFA-wereldranglijst, in juli 2007 werd met de 137e plaats de laagste positie bereikt.

## Deelnames aan internationale toernooien

### Wereldkampioenschap
| Wereldkampioenschap voetbal overzicht | Wereldkampioenschap voetbal overzicht | Wereldkampioenschap voetbal overzicht | Wereldkampioenschap voetbal overzicht | Wereldkampioenschap voetbal overzicht | Wereldkampioenschap voetbal overzicht | Wereldkampioenschap voetbal overzicht | Wereldkampioenschap voetbal overzicht | Wereldkampioenschap voetbal overzicht |
| Jaar                                  | Ronde                                 | Wed.                                  | W                                     | G                                     | V                                     | DV                                    | DT                                    |                                       |
| ------------------------------------- | ------------------------------------- | ------------------------------------- | ------------------------------------- | ------------------------------------- | ------------------------------------- | ------------------------------------- | ------------------------------------- | ------------------------------------- |
| 1974                                  | Niet gekwalificeerd                   | Niet gekwalificeerd                   | Niet gekwalificeerd                   | Niet gekwalificeerd                   | Niet gekwalificeerd                   | Niet gekwalificeerd                   | Niet gekwalificeerd                   | Niet gekwalificeerd                   |
| 1978                                  | Niet gekwalificeerd                   | Niet gekwalificeerd                   | Niet gekwalificeerd                   | Niet gekwalificeerd                   | Niet gekwalificeerd                   | Niet gekwalificeerd                   | Niet gekwalificeerd                   | Niet gekwalificeerd                   |
| 1982                                  | Niet gekwalificeerd                   | Niet gekwalificeerd                   | Niet gekwalificeerd                   | Niet gekwalificeerd                   | Niet gekwalificeerd                   | Niet gekwalificeerd                   | Niet gekwalificeerd                   | Niet gekwalificeerd                   |
| 1986                                  | Niet gekwalificeerd                   | Niet gekwalificeerd                   | Niet gekwalificeerd                   | Niet gekwalificeerd                   | Niet gekwalificeerd                   | Niet gekwalificeerd                   | Niet gekwalificeerd                   | Niet gekwalificeerd                   |
| 1990                                  | Niet gekwalificeerd                   | Niet gekwalificeerd                   | Niet gekwalificeerd                   | Niet gekwalificeerd                   | Niet gekwalificeerd                   | Niet gekwalificeerd                   | Niet gekwalificeerd                   | Niet gekwalificeerd                   |
| 1994                                  | Niet gekwalificeerd                   | Niet gekwalificeerd                   | Niet gekwalificeerd                   | Niet gekwalificeerd                   | Niet gekwalificeerd                   | Niet gekwalificeerd                   | Niet gekwalificeerd                   | Niet gekwalificeerd                   |
| 1998                                  | Niet gekwalificeerd                   | Niet gekwalificeerd                   | Niet gekwalificeerd                   | Niet gekwalificeerd                   | Niet gekwalificeerd                   | Niet gekwalificeerd                   | Niet gekwalificeerd                   | Niet gekwalificeerd                   |
| 2002                                  | Niet gekwalificeerd                   | Niet gekwalificeerd                   | Niet gekwalificeerd                   | Niet gekwalificeerd                   | Niet gekwalificeerd                   | Niet gekwalificeerd                   | Niet gekwalificeerd                   | Niet gekwalificeerd                   |
| 2006                                  | Niet gekwalificeerd                   | Niet gekwalificeerd                   | Niet gekwalificeerd                   | Niet gekwalificeerd                   | Niet gekwalificeerd                   | Niet gekwalificeerd                   | Niet gekwalificeerd                   | Niet gekwalificeerd                   |
| 2010                                  | Niet gekwalificeerd                   | Niet gekwalificeerd                   | Niet gekwalificeerd                   | Niet gekwalificeerd                   | Niet gekwalificeerd                   | Niet gekwalificeerd                   | Niet gekwalificeerd                   | Niet gekwalificeerd                   |
| 2014                                  | Niet gekwalificeerd                   | Niet gekwalificeerd                   | Niet gekwalificeerd                   | Niet gekwalificeerd                   | Niet gekwalificeerd                   | Niet gekwalificeerd                   | Niet gekwalificeerd                   | Niet gekwalificeerd                   |
| 2018                                  | Niet gekwalificeerd                   | Niet gekwalificeerd                   | Niet gekwalificeerd                   | Niet gekwalificeerd                   | Niet gekwalificeerd                   | Niet gekwalificeerd                   | Niet gekwalificeerd                   | Niet gekwalificeerd                   |
| 2022                                  | Niet gekwalificeerd                   | Niet gekwalificeerd                   | Niet gekwalificeerd                   | Niet gekwalificeerd                   | Niet gekwalificeerd                   | Niet gekwalificeerd                   | Niet gekwalificeerd                   | Niet gekwalificeerd                   |
| 2026                                  | kwalificatie                          | kwalificatie                          | kwalificatie                          | kwalificatie                          | kwalificatie                          | kwalificatie                          | kwalificatie                          | kwalificatie                          |

### Afrika Cup
| Afrika Cup overzicht | Afrika Cup overzicht | Afrika Cup overzicht | Afrika Cup overzicht | Afrika Cup overzicht | Afrika Cup overzicht | Afrika Cup overzicht | Afrika Cup overzicht | Afrika Cup overzicht |                     |
| Jaar                 | Ronde                | Wed.                 | W                    | G                    | V                    | DV                   | DT                   | Kwal                 |                     |
| -------------------- | -------------------- | -------------------- | -------------------- | -------------------- | -------------------- | -------------------- | -------------------- | -------------------- | ------------------- |
| 1962                 | Niet gekwalificeerd  | Niet gekwalificeerd  | Niet gekwalificeerd  | Niet gekwalificeerd  | Niet gekwalificeerd  | Niet gekwalificeerd  | Niet gekwalificeerd  | Niet gekwalificeerd  | Niet gekwalificeerd |
| 1963                 | Niet gekwalificeerd  | Niet gekwalificeerd  | Niet gekwalificeerd  | Niet gekwalificeerd  | Niet gekwalificeerd  | Niet gekwalificeerd  | Niet gekwalificeerd  | Niet gekwalificeerd  | Niet gekwalificeerd |
| 1965                 | Gediskwalificeerd    | Gediskwalificeerd    | Gediskwalificeerd    | Gediskwalificeerd    | Gediskwalificeerd    | Gediskwalificeerd    | Gediskwalificeerd    | Gediskwalificeerd    | Gediskwalificeerd   |
| 1968                 | Niet gekwalificeerd  | Niet gekwalificeerd  | Niet gekwalificeerd  | Niet gekwalificeerd  | Niet gekwalificeerd  | Niet gekwalificeerd  | Niet gekwalificeerd  | Niet gekwalificeerd  | Niet gekwalificeerd |
| 1970                 | Niet gekwalificeerd  | Niet gekwalificeerd  | Niet gekwalificeerd  | Niet gekwalificeerd  | Niet gekwalificeerd  | Niet gekwalificeerd  | Niet gekwalificeerd  | Niet gekwalificeerd  | Niet gekwalificeerd |
| 1972                 | Groepsfase           | 3                    | 0                    | 2                    | 1                    | 3                    | 4                    | (Kwal.)              |                     |
| 1974                 | Niet gekwalificeerd  | Niet gekwalificeerd  | Niet gekwalificeerd  | Niet gekwalificeerd  | Niet gekwalificeerd  | Niet gekwalificeerd  | Niet gekwalificeerd  | Niet gekwalificeerd  | Niet gekwalificeerd |
| 1976                 | Niet gekwalificeerd  | Niet gekwalificeerd  | Niet gekwalificeerd  | Niet gekwalificeerd  | Niet gekwalificeerd  | Niet gekwalificeerd  | Niet gekwalificeerd  | Niet gekwalificeerd  | Niet gekwalificeerd |
| 1978                 | Niet gekwalificeerd  | Niet gekwalificeerd  | Niet gekwalificeerd  | Niet gekwalificeerd  | Niet gekwalificeerd  | Niet gekwalificeerd  | Niet gekwalificeerd  | Niet gekwalificeerd  | Niet gekwalificeerd |
| 1980                 | Niet gekwalificeerd  | Niet gekwalificeerd  | Niet gekwalificeerd  | Niet gekwalificeerd  | Niet gekwalificeerd  | Niet gekwalificeerd  | Niet gekwalificeerd  | Niet gekwalificeerd  | Niet gekwalificeerd |
| 1982                 | Niet gekwalificeerd  | Niet gekwalificeerd  | Niet gekwalificeerd  | Niet gekwalificeerd  | Niet gekwalificeerd  | Niet gekwalificeerd  | Niet gekwalificeerd  | Niet gekwalificeerd  | Niet gekwalificeerd |
| 1984                 | Geen deelname        | Geen deelname        | Geen deelname        | Geen deelname        | Geen deelname        | Geen deelname        | Geen deelname        | Geen deelname        | Geen deelname       |
| 1986                 | Niet gekwalificeerd  | Niet gekwalificeerd  | Niet gekwalificeerd  | Niet gekwalificeerd  | Niet gekwalificeerd  | Niet gekwalificeerd  | Niet gekwalificeerd  | Niet gekwalificeerd  | Niet gekwalificeerd |
| 1988                 | Groepsfase           | 3                    | 0                    | 1                    | 2                    | 0                    | 6                    | (Kwal.)              |                     |
| 1990                 | Groepsfase           | 3                    | 0                    | 1                    | 2                    | 0                    | 3                    | (Kwal.)              |                     |
| 1992                 | Groepsfase           | 2                    | 0                    | 0                    | 2                    | 1                    | 5                    | (Kwal.)              |                     |
| 1994                 | Niet gekwalificeerd  | Niet gekwalificeerd  | Niet gekwalificeerd  | Niet gekwalificeerd  | Niet gekwalificeerd  | Niet gekwalificeerd  | Niet gekwalificeerd  | Niet gekwalificeerd  | Niet gekwalificeerd |
| 1996                 | Teruggetrokken       | Teruggetrokken       | Teruggetrokken       | Teruggetrokken       | Teruggetrokken       | Teruggetrokken       | Teruggetrokken       | Teruggetrokken       | Teruggetrokken      |

| Afrika Cup overzicht – vervolg | Afrika Cup overzicht – vervolg | Afrika Cup overzicht – vervolg | Afrika Cup overzicht – vervolg | Afrika Cup overzicht – vervolg | Afrika Cup overzicht – vervolg | Afrika Cup overzicht – vervolg | Afrika Cup overzicht – vervolg | Afrika Cup overzicht – vervolg |                     |
| Jaar                           | Ronde                          | Wed.                           | W                              | G                              | V                              | DV                             | DT                             | Kwal                           |                     |
| ------------------------------ | ------------------------------ | ------------------------------ | ------------------------------ | ------------------------------ | ------------------------------ | ------------------------------ | ------------------------------ | ------------------------------ | ------------------- |
| 1998                           | Niet gekwalificeerd            | Niet gekwalificeerd            | Niet gekwalificeerd            | Niet gekwalificeerd            | Niet gekwalificeerd            | Niet gekwalificeerd            | Niet gekwalificeerd            | Niet gekwalificeerd            | Niet gekwalificeerd |
| 2000                           | Niet gekwalificeerd            | Niet gekwalificeerd            | Niet gekwalificeerd            | Niet gekwalificeerd            | Niet gekwalificeerd            | Niet gekwalificeerd            | Niet gekwalificeerd            | Niet gekwalificeerd            | Niet gekwalificeerd |
| 2002                           | Niet gekwalificeerd            | Niet gekwalificeerd            | Niet gekwalificeerd            | Niet gekwalificeerd            | Niet gekwalificeerd            | Niet gekwalificeerd            | Niet gekwalificeerd            | Niet gekwalificeerd            | Niet gekwalificeerd |
| 2004                           | Groepsfase                     | 3                              | 1                              | 0                              | 2                              | 4                              | 6                              | (Kwal.)                        |                     |
| 2006                           | Niet gekwalificeerd            | Niet gekwalificeerd            | Niet gekwalificeerd            | Niet gekwalificeerd            | Niet gekwalificeerd            | Niet gekwalificeerd            | Niet gekwalificeerd            | Niet gekwalificeerd            | Niet gekwalificeerd |
| 2008                           | Niet gekwalificeerd            | Niet gekwalificeerd            | Niet gekwalificeerd            | Niet gekwalificeerd            | Niet gekwalificeerd            | Niet gekwalificeerd            | Niet gekwalificeerd            | Niet gekwalificeerd            | Niet gekwalificeerd |
| 2010                           | Niet gekwalificeerd            | Niet gekwalificeerd            | Niet gekwalificeerd            | Niet gekwalificeerd            | Niet gekwalificeerd            | Niet gekwalificeerd            | Niet gekwalificeerd            | Niet gekwalificeerd            | Niet gekwalificeerd |
| 2012                           | Niet gekwalificeerd            | Niet gekwalificeerd            | Niet gekwalificeerd            | Niet gekwalificeerd            | Niet gekwalificeerd            | Niet gekwalificeerd            | Niet gekwalificeerd            | Niet gekwalificeerd            | Niet gekwalificeerd |
| 2013                           | Niet gekwalificeerd            | Niet gekwalificeerd            | Niet gekwalificeerd            | Niet gekwalificeerd            | Niet gekwalificeerd            | Niet gekwalificeerd            | Niet gekwalificeerd            | Niet gekwalificeerd            | Niet gekwalificeerd |
| 2015                           | Niet gekwalificeerd            | Niet gekwalificeerd            | Niet gekwalificeerd            | Niet gekwalificeerd            | Niet gekwalificeerd            | Niet gekwalificeerd            | Niet gekwalificeerd            | Niet gekwalificeerd            | Niet gekwalificeerd |
| 2017                           | Niet gekwalificeerd            | Niet gekwalificeerd            | Niet gekwalificeerd            | Niet gekwalificeerd            | Niet gekwalificeerd            | Niet gekwalificeerd            | Niet gekwalificeerd            | Niet gekwalificeerd            | Niet gekwalificeerd |
| 2019                           | Groepsfase                     | 3                              | 1                              | 0                              | 2                              | 3                              | 7                              | (Kwal.)                        |                     |
| 2021                           | Niet gekwalificeerd            | Niet gekwalificeerd            | Niet gekwalificeerd            | Niet gekwalificeerd            | Niet gekwalificeerd            | Niet gekwalificeerd            | Niet gekwalificeerd            | Niet gekwalificeerd            |                     |
| 2023                           | Gediskwalificeerd              | Gediskwalificeerd              | Gediskwalificeerd              | Gediskwalificeerd              | Gediskwalificeerd              | Gediskwalificeerd              | Gediskwalificeerd              | Gediskwalificeerd              |                     |
| 2025                           | Niet gekwalificeerd            | Niet gekwalificeerd            | Niet gekwalificeerd            | Niet gekwalificeerd            | Niet gekwalificeerd            | Niet gekwalificeerd            | Niet gekwalificeerd            | Niet gekwalificeerd            |                     |

### CECAFA Cup
| CECAFA Cup overzicht | CECAFA Cup overzicht | CECAFA Cup overzicht | CECAFA Cup overzicht | CECAFA Cup overzicht | CECAFA Cup overzicht | CECAFA Cup overzicht | CECAFA Cup overzicht | CECAFA Cup overzicht |
| Jaar                 | Ronde                | Wed.                 | W                    | G                    | V                    | DV                   | DT                   |                      |
| -------------------- | -------------------- | -------------------- | -------------------- | -------------------- | -------------------- | -------------------- | -------------------- | -------------------- |
| 1973                 | Groepsfase           | 2                    | 0                    | 1                    | 1                    | 3                    | 2                    |                      |
| 1974                 | Groepsfase           | 2                    | 0                    | 1                    | 1                    | 2                    | 3                    |                      |
| 1975                 | Kampioen             | 4                    | 2                    | 2                    | 0                    | 6                    | 4                    |                      |
| 1976                 | Halve finale         | 3                    | 0                    | 2                    | 1                    | 3                    | 5                    |                      |
| 1977                 | Vierde               | 5                    | 2                    | 0                    | 3                    | 8                    | 9                    |                      |
| 1978                 | Derde                | 6                    | 2                    | 0                    | 4                    | 3                    | 13                   |                      |
| 1979                 | Tweede               | 5                    | 3                    | 1                    | 1                    | 10                   | 5                    |                      |
| 1980                 | Groepsfase           | 3                    | 0                    | 1                    | 2                    | 1                    | 3                    |                      |
| 1981                 | Kampioen             | 5                    | 4                    | 0                    | 1                    | 7                    | 3                    |                      |
| 1982                 | Kampioen             | 4                    | 2                    | 2                    | 0                    | 7                    | 4                    |                      |
| 1983                 | Kampioen             | 6                    | 5                    | 1                    | 0                    | 8                    | 1                    |                      |
| 1984                 | Vierde               | 5                    | 1                    | 1                    | 3                    | 4                    | 8                    |                      |
| 1985                 | Tweede               | 4                    | 1                    | 2                    | 1                    | 4                    | 5                    |                      |
| 1987                 | Groepsfase           | 3                    | 1                    | 1                    | 1                    | 4                    | 4                    |                      |
| 1988                 | Derde                | 5                    | 1                    | 2                    | 2                    | 2                    | 4                    |                      |
| 1989                 | Derde                | 5                    | 4                    | 0                    | 1                    | 7                    | 4                    |                      |
| 1989                 | Groepsfase           | 3                    | 0                    | 1                    | 2                    | 0                    | 2                    |                      |
| 1990                 | Groepsfase           | 2                    | 0                    | 1                    | 1                    | 3                    | 4                    |                      |
| 1991                 | Tweede               | 5                    | 3                    | 0                    | 2                    | 7                    | 5                    |                      |
| 1992                 | Groepsfase           | 3                    | 1                    | 2                    | 0                    | 3                    | 2                    |                      |
| 1994                 | Derde                | 5                    | 3                    | 0                    | 2                    | 8                    | 4                    |                      |
| 1994                 | Groepsfase           | 3                    | 1                    | 0                    | 2                    | 3                    | 6                    |                      |

| CECAFA Cup overzicht – vervolg | CECAFA Cup overzicht – vervolg | CECAFA Cup overzicht – vervolg | CECAFA Cup overzicht – vervolg | CECAFA Cup overzicht – vervolg | CECAFA Cup overzicht – vervolg | CECAFA Cup overzicht – vervolg | CECAFA Cup overzicht – vervolg | CECAFA Cup overzicht – vervolg |
| Jaar                           | Ronde                          | Wed.                           | W                              | G                              | V                              | DV                             | DT                             |                                |
| ------------------------------ | ------------------------------ | ------------------------------ | ------------------------------ | ------------------------------ | ------------------------------ | ------------------------------ | ------------------------------ | ------------------------------ |
| 1995                           | Derde                          | 5                              | 3                              | 1                              | 1                              | 4                              | 3                              |                                |
| 1996                           | Vierde                         | 5                              | 2                              | 2                              | 1                              | 4                              | 4                              |                                |
| 1999                           | Tweede                         | 5                              | 3                              | 1                              | 1                              | 6                              | 3                              |                                |
| 2000                           | Groepsfase                     | 3                              | 0                              | 1                              | 2                              | 1                              | 4                              |                                |
| 2001                           | Tweede                         | 6                              | 4                              | 1                              | 1                              | 10                             | 4                              |                                |
| 2002                           | Kampioen                       | 6                              | 4                              | 1                              | 1                              | 12                             | 6                              |                                |
| 2003                           | Derde                          | 4                              | 2                              | 2                              | 0                              | 7                              | 5                              |                                |
| 2004                           | Vierde                         | 5                              | 2                              | 2                              | 1                              | 7                              | 7                              |                                |
| 2005                           | Gediskwalificeerd              | Gediskwalificeerd              | Gediskwalificeerd              | Gediskwalificeerd              | Gediskwalificeerd              | Gediskwalificeerd              | Gediskwalificeerd              | Gediskwalificeerd              |
| 2006                           | Gediskwalificeerd              | Gediskwalificeerd              | Gediskwalificeerd              | Gediskwalificeerd              | Gediskwalificeerd              | Gediskwalificeerd              | Gediskwalificeerd              | Gediskwalificeerd              |
| 2007                           | Kwartfinale                    | 4                              | 1                              | 1                              | 2                              | 4                              | 4                              |                                |
| 2008                           | Tweede                         | 6                              | 3                              | 2                              | 1                              | 8                              | 3                              |                                |
| 2009                           | Kwartfinale                    | 4                              | 2                              | 0                              | 2                              | 4                              | 3                              |                                |
| 2010                           | Groepsfase                     | 3                              | 0                              | 0                              | 3                              | 3                              | 7                              |                                |
| 2011                           | Groepsfase                     | 3                              | 1                              | 0                              | 2                              | 2                              | 3                              |                                |
| 2012                           | Tweede                         | 6                              | 3                              | 1                              | 2                              | 9                              | 6                              |                                |
| 2013                           | Kampioen                       | 6                              | 5                              | 1                              | 0                              | 9                              | 1                              |                                |
| 2015                           | Kwartfinale                    | 4                              | 1                              | 2                              | 1                              | 4                              | 4                              |                                |
| 2017                           | Kampioen                       | 6                              | 3                              | 3                              | 0                              | 6                              | 2                              |                                |
| 2019                           | Derde                          | 5                              | 4                              | 0                              | 1                              | 7                              | 6                              |                                |

1. ↑  1989: Kenia deed mee met 2 teams. Het A-team werd derde en het B-team strandde in de groepsfase
2. ↑  1994: Kenia deed mee met 2 teams. Het A-team werd derde en het B-team strandde in de groepsfase
3. ↑  1996: Niet alle uitslagen zijn zeker. Wel is zeker dat Kenia vierde werd op dit toernooi.

### African Championship of Nations
| African Championship of Nations overzicht | African Championship of Nations overzicht | African Championship of Nations overzicht | African Championship of Nations overzicht | African Championship of Nations overzicht | African Championship of Nations overzicht | African Championship of Nations overzicht | African Championship of Nations overzicht | African Championship of Nations overzicht |
| Jaar                                      | Ronde                                     | Wed.                                      | W                                         | G                                         | V                                         | DV                                        | DT                                        | Kwal                                      |
| ----------------------------------------- | ----------------------------------------- | ----------------------------------------- | ----------------------------------------- | ----------------------------------------- | ----------------------------------------- | ----------------------------------------- | ----------------------------------------- | ----------------------------------------- |
| 2009                                      | Niet gekwalificeerd                       | Niet gekwalificeerd                       | Niet gekwalificeerd                       | Niet gekwalificeerd                       | Niet gekwalificeerd                       | Niet gekwalificeerd                       | Niet gekwalificeerd                       | Niet gekwalificeerd                       |
| 2011                                      | Niet gekwalificeerd                       | Niet gekwalificeerd                       | Niet gekwalificeerd                       | Niet gekwalificeerd                       | Niet gekwalificeerd                       | Niet gekwalificeerd                       | Niet gekwalificeerd                       | Niet gekwalificeerd                       |
| 2014                                      | Niet gekwalificeerd                       | Niet gekwalificeerd                       | Niet gekwalificeerd                       | Niet gekwalificeerd                       | Niet gekwalificeerd                       | Niet gekwalificeerd                       | Niet gekwalificeerd                       | Niet gekwalificeerd                       |
| 2016                                      | Niet gekwalificeerd                       | Niet gekwalificeerd                       | Niet gekwalificeerd                       | Niet gekwalificeerd                       | Niet gekwalificeerd                       | Niet gekwalificeerd                       | Niet gekwalificeerd                       | Niet gekwalificeerd                       |
| 2018                                      | Geen deelname                             | Geen deelname                             | Geen deelname                             | Geen deelname                             | Geen deelname                             | Geen deelname                             | Geen deelname                             | Geen deelname                             |
| 2020                                      | Niet gekwalificeerd                       | Niet gekwalificeerd                       | Niet gekwalificeerd                       | Niet gekwalificeerd                       | Niet gekwalificeerd                       | Niet gekwalificeerd                       | Niet gekwalificeerd                       | Niet gekwalificeerd                       |

### COSAFA Cup
| COSAFA Cup overzicht | COSAFA Cup overzicht | COSAFA Cup overzicht | COSAFA Cup overzicht | COSAFA Cup overzicht | COSAFA Cup overzicht | COSAFA Cup overzicht | COSAFA Cup overzicht | COSAFA Cup overzicht |
| Jaar                 | Ronde                | Wed.                 | W                    | G                    | V                    | DV                   | DT                   |                      |
| -------------------- | -------------------- | -------------------- | -------------------- | -------------------- | -------------------- | -------------------- | -------------------- | -------------------- |
| 2013                 | Groepsfase           | 3                    | 1                    | 1                    | 1                    | 5                    | 4                    |                      |
| 2024                 | Groepsfase           | 3                    | 2                    | 0                    | 1                    | 4                    | 2                    |                      |

## FIFA-wereldranglijst[5]
| 1993 | 1994 | 1995 | 1996 | 1997 | 1998 | 1999 | 2000 | 2001 | 2002 | 2003 | 2004 | 2005 | 2006 | 2007 | 2008 | 2009 | 2010 | 2011 | 2012 | 2013 | 2014 | 2015 | 2016 | 2017 | 2018 |
| ---- | ---- | ---- | ---- | ---- | ---- | ---- | ---- | ---- | ---- | ---- | ---- | ---- | ---- | ---- | ---- | ---- | ---- | ---- | ---- | ---- | ---- | ---- | ---- | ---- | ---- |
| 74   | 83   | 107  | 112  | 89   | 93   | 103  | 108  | 104  | 81   | 72   | 74   | 89   | 127  | 110  | 68   | 98   | 120  | 120  | 134  | 109  | 116  | 98   | 89   | 106  | 105  |

## Selecties

### Afrika Cup
| Selectie van Kenia tijdens de Afrika Cup 2004 | Selectie van Kenia tijdens de Afrika Cup 2004 | Selectie van Kenia tijdens de Afrika Cup 2004 | Selectie van Kenia tijdens de Afrika Cup 2004 | Selectie van Kenia tijdens de Afrika Cup 2004 | Selectie van Kenia tijdens de Afrika Cup 2004 | Selectie van Kenia tijdens de Afrika Cup 2004 | Selectie van Kenia tijdens de Afrika Cup 2004 | Selectie van Kenia tijdens de Afrika Cup 2004 |
| №                                             | Naam                                          | Wed.                                          | Dlpnt.                                        | Club                                          |                                               |                                               |                                               |                                               |
| --------------------------------------------- | --------------------------------------------- | --------------------------------------------- | --------------------------------------------- | --------------------------------------------- | --------------------------------------------- | --------------------------------------------- | --------------------------------------------- | --------------------------------------------- |
| Doel                                          |                                               |                                               |                                               |                                               |                                               |                                               |                                               |                                               |
| 4                                             | Willis Ochieng                                |                                               |                                               | Free State Stars                              |                                               |                                               |                                               |                                               |
| 10                                            | Francis Onyiso                                |                                               |                                               | Ulinzi Stars                                  |                                               |                                               |                                               |                                               |
| 18                                            | Duncan Ochieng                                |                                               |                                               | Mathare United                                |                                               |                                               |                                               |                                               |
| Verdediging                                   |                                               |                                               |                                               |                                               |                                               |                                               |                                               |                                               |
| 1                                             | Anthony Mathenge                              |                                               |                                               | Thika United                                  |                                               |                                               |                                               |                                               |
| 3                                             | George Waweru                                 |                                               |                                               | Tusker FC                                     |                                               |                                               |                                               |                                               |
| 5                                             | Philip Opiyo                                  |                                               |                                               | Free State Stars                              |                                               |                                               |                                               |                                               |
| 6                                             | Musa Otieno                                   |                                               |                                               | Santos Kaapstad                               |                                               |                                               |                                               |                                               |
| 7                                             | Adam Shabaan                                  |                                               |                                               | Mathare United                                |                                               |                                               |                                               |                                               |
| 8                                             | Andrew Oyombe                                 |                                               |                                               | Tusker FC                                     |                                               |                                               |                                               |                                               |
| 14                                            | Issa Kassim                                   |                                               |                                               | Mumias Sugar                                  |                                               |                                               |                                               |                                               |
| 15                                            | Moses Gikenyi                                 |                                               |                                               | St. Michel United FC                          |                                               |                                               |                                               |                                               |
| Middenveld                                    |                                               |                                               |                                               |                                               |                                               |                                               |                                               |                                               |
| 2                                             | Titus Mulama                                  |                                               |                                               | Mathare United                                |                                               |                                               |                                               |                                               |
| 11                                            | Walter Odede                                  |                                               |                                               | Mathare United                                |                                               |                                               |                                               |                                               |
| 12                                            | Tom Juma                                      |                                               |                                               | Friska Viljor                                 |                                               |                                               |                                               |                                               |
| 13                                            | John Machethe                                 |                                               |                                               | AA Gent                                       |                                               |                                               |                                               |                                               |
| 19                                            | Robert Mumba                                  |                                               |                                               | AA Gent                                       |                                               |                                               |                                               |                                               |
| Aanval                                        |                                               |                                               |                                               |                                               |                                               |                                               |                                               |                                               |
| 9                                             | John Barasa                                   |                                               |                                               | Tusker FC                                     |                                               |                                               |                                               |                                               |
| 16                                            | James Omondi                                  |                                               |                                               | Thika United                                  |                                               |                                               |                                               |                                               |
| 17                                            | Maurice Sunguti                               |                                               |                                               | Friska Viljor                                 |                                               |                                               |                                               |                                               |
| 20                                            | Dennis Oliech                                 |                                               |                                               | Al Arabi                                      |                                               |                                               |                                               |                                               |
| 21                                            | Emmanuel Ake                                  |                                               |                                               | Akademisk BK                                  |                                               |                                               |                                               |                                               |
| 22                                            | Mike Okoth                                    |                                               |                                               | Heusden-Zolder SK                             |                                               |                                               |                                               |                                               |
| Bondscoach: Jacob Mulee                       |                                               |                                               |                                               |                                               |                                               |                                               |                                               |                                               |

KFF · Selecties · Keniaans vrouwenelftal
1926 – 1939 · 
1940 – 1949 · 
1950 – 1959 · 
1960 – 1969 · 
1970 – 1979 · 
1980 – 1989 · 
1990 – 1999 · 
2000 – 2009 · 
2010 – 2019 ·
2020 − 2029
Algerije ·
Angola ·
Australië ·
Bahrein ·
Botswana ·
Burkina Faso ·
Burundi ·
Centraal-Afrikaanse Republiek ·
China ·
Comoren ·
Congo-Brazzaville ·
Congo-Kinshasa ·
Djibouti ·
Egypte ·
Equatoriaal-Guinea ·
Eritrea ·
Ethiopië ·
Gabon ·
Gambia ·
Ghana ·
Guinee ·
Guinee-Bissau ·
India ·
Indonesië ·
Irak ·
Iran ·
Ivoorkust ·
Jemen ·
Jordanië ·
Kaapverdië ·
Kameroen ·
Koeweit ·
Lesotho ·
Liberia ·
Libië ·
Madagaskar ·
Malawi ·
Maleisië ·
Mali ·
Marokko ·
Mauritanië ·
Mauritius ·
Mozambique ·
Namibië ·
Nieuw-Zeeland ·
Nigeria ·
Oeganda ·
Oman ·
Pakistan ·
Qatar ·
Rusland ·
Rwanda ·
Senegal ·
Seychellen ·
Sierra Leone ·
Soedan ·
Somalië ·
Swaziland ·
Taiwan ·
Tanzania ·
Thailand ·
Togo ·
Trinidad en Tobago ·
Tunesië ·
Verenigde Arabische Emiraten ·
Zambia ·
Zimbabwe ·
Zuid-Afrika ·
Zuid-Korea ·
Zuid-Soedan ·
Zwitserland